# マイケル・マーフィー (俳優)
マイケル・マーフィー（Michael George Murphy, 1938年5月5日 - ）は、アメリカ合衆国の俳優。
ロサンゼルス出身。海兵隊に勤務したのち、カリフォルニア大学ロサンゼルス校を卒業した。
ロバート・アルトマン監督作品への出演が多い。
女優のウェンディ・クルーソンと1988年に結婚、2子をもうけたが、2009年に離婚した。

## 主な出演作品
- ダブル・トラブル Double Trouble (1967)
- 宇宙大征服 Countdown (1968)
- 雨に濡れた歩道 That Cold Day in The Park (1969)
- 吸血鬼ヨーガ伯爵 Count Yorga Vampire (1970)
- M★A★S★H マッシュ MASH (1970)
- 殺人者の影 The Lawyer (1970)
- BIRD★SHT バード★シット Brewster McCloud (1970)
- ギャンブラー McCabe & Mrs. Miller (1971)
- おかしなおかしな大追跡 What's Up, Doc? (1972)
- おかしなおかしな大泥棒 The Thief Who Came to Dinner  (1973)
- フェイズIV 戦慄!昆虫パニック Phase IV (1974)
- ナッシュビル Nashville (1975)
- ウディ・アレンのザ・フロント The Front (1976)
- 結婚しない女 An Unmarried Woman (1978)
- マンハッタン Manhattan (1979)
- ストレンジ・エクスペリメント Strange Behavior (1981)
- 危険な年 The Year of Living Dangerously (1982)
- ビデオゲームを探せ! Cloak & Dagger (1984)
- サルバドル/遥かなる日々 Salvador (1986)
- ヴィクトリア My Letter to George (1987)
- ショッカー Wes Craven's Shocker (1989)
- Oh!大迷惑?! Folks! (1992)
- クラッシュ・ザ・タンカー/流出危機 Dead Ahead: The Exxon Valdez Disaster (1992) テレビ映画
- バットマン リターンズ Batman Returns (1992)
- 探偵ボーグ/わたし、忘れてます。 Clean Slate (1994)
- バッド・カンパニー/欲望の危険な罠 Bad Company (1995) クレジットなし
- カンザス・シティ Kansas City (1996)
- プライベート・パーツ Private Parts (1997)
- マグノリア Magnolia (1998)
- アート・オブ・ウォー The Art of War (1998) クレジットなし
- X-MEN:ファイナル ディシジョン X-Men: The Last Stand (2006)
- 9.11 アメリカ同時多発テロ 最後の真実 The Path to 9/11 (2006)
- アウェイ・フロム・ハー君を想う Away from Her (2006)
- ホワイトハウス・ダウン White House Down (2013)